# Susan Ruttan
Susan Ruttan, née le 16 septembre 1948 à Oregon City (Oregon), est une actrice américaine.

## Biographie
Susan Diana Dunsrud a étudié à l'université d'Oregon et à l'université de Californie à Santa Cruz. Elle s'est mariée avec Mel Ruttan en 1967 mais son mari est mort dans un accident de la route en 1970. Elle a gardé le nom de Ruttan pour sa carrière d'actrice. Elle est essentiellement connue pour son rôle de Roxanne Melman dans la série télévisée La Loi de Los Angeles qu'elle a tenu de 1986 à 1993 et pour lequel elle a été nommée au Golden Globe de la meilleure actrice dans un second rôle dans une série, une mini-série ou un téléfilm en 1989 et 1990 et au Primetime Emmy Award de la meilleure actrice dans un second rôle dans une série télévisée dramatique en 1987, 1988, 1989 et 1990.

## Filmographie

### Cinéma
- 1989 : Le Ciel s'est trompé : la cliente de la librairie
- 2004 : The Sure Hand of God : Lucy Trotter

### Télévision
- 1984 : Les Enquêtes de Remington Steele (saison 3, épisode 2) : Miss Livermore
- 1986-1993 : La Loi de Los Angeles (série télévisée, 128 épisodes) : Roxanne Melman
- 1993 : Jack Reed, l'incorruptible, téléfilm de Kevin Connor : Arlene Reed
- 1994 : Jack Reed à la recherche de la justice (téléfilm) : Arlene Reed
- 1996 : Justice maternelle (téléfilm) : Helen Preston
- 1999 : Troisième planète après le Soleil (saison 4, épisode 19) : Cathy
- 2000 : Le Plus Beau Cadeau de Noël (téléfilm) : Mme Noël
- 2001 : Amy (saison 2 épisode 17) : Lyla Myles
- 2002 : Buffy contre les vampires (saison 6, épisode 11) : Doris Kroeger
- 2004 : Helter Skelter (téléfilm) : Mme Kasabian
- 2004 : Les Experts : Manhattan (saison 1, épisode 3) : Mme Moreland
- 2005 : Monk (saison 4, épisode 8) : Mme Ledsky
- 2009 : Bobby, seul contre tous (téléfilm) : Betty Lambert
- 2009 : Castle (saison 1 épisode 8) : Mme Pike
- 2011 : Grey's Anatomy (saison 7, épisode 11) : Mme Swork
- 2022 : NCIS : Enquêtes spéciales : Samantha "Sammy" Delfino (saison 20, épisode 1)